# 長尾噬菌體科
長尾病毒科（学名：Siphoviridae）是一種雙股DNA病毒，只會感染細菌，外表型態具有長無收縮性的尾鞘，衣殼為正多面體或扁形λ、T5 噬菌體為代表種。
長尾病毒科具有直徑55-60nm的衣殼，尾鞘的長度可達570nm，核酸為線型dsDNA，此科下的病毒包括噬菌體λ、χ和φ80。